# Super Bowl VIII
Il Super Bowl VIII è stata una partita di football americano tra i campioni della National Football Conference (NFC), i Minnesota Vikings, e quelli della American Football Conference (AFC), i Miami Dolphins per decidere il campione della National Football League (NFL) per la stagione 1973. I Dolphins sconfissero i Vikings con un punteggio di 24–7 vincendo il loro secondo Super Bowl consecutivo, la prima squadra a riuscirvi dai Green Bay Packers nei Super Bowls I e II e la prima in assoluto della AFC.

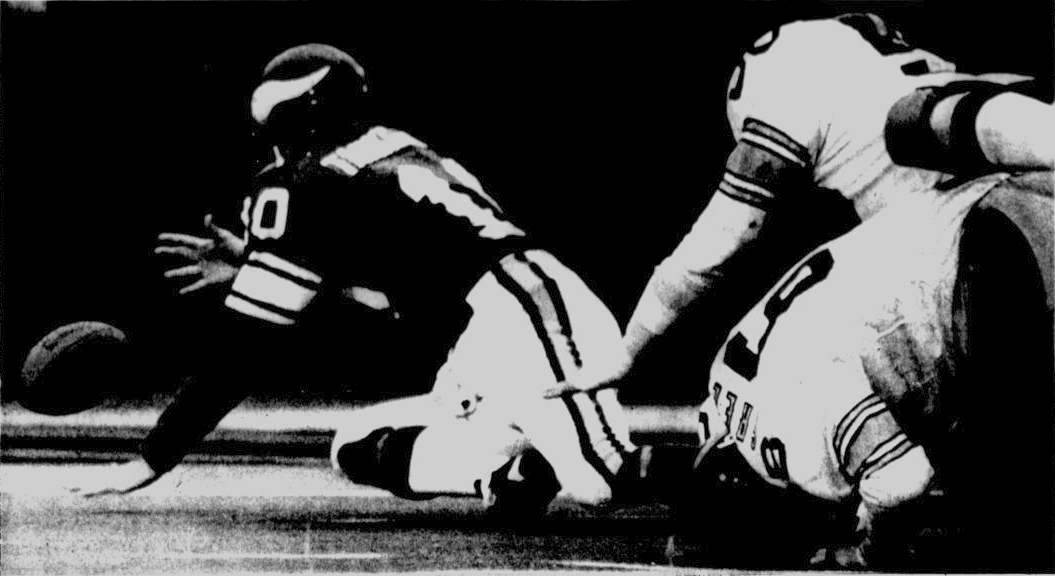
Una fase di gioco del Super Bowl IX

La gara si tenne il 13 gennaio 1974 al Rice Stadium di Houston, Texas. Questa fu la prima volta che lo stadio che ospitava il Super Bowl non apparteneva a una squadra della NFL. Questo fu anche il primo Super Bowl non tenutosi nelle aree di Los Angeles, Miami o New Orleans e l'ultimo con i pali dei field goal posti davanti alla end zone.
Questa fu la terza partecipazione consecutiva dei Dolphins al Super Bowl. La loro stagione regolare si era conclusa con un record di 12-2, dopo di che batterono i Cincinnati Bengals e gli Oakland Raiders nei playoff. I Vikings giunsero al loro secondo Super Bowl finendo anch'essi con un record di 12-2 e battendo Washington Redskins e Dallas Cowboys nei playoff.
Il Super Bowl VIII fu in gran parte dominato dai Dolphins, che segnarono 24 punti consecutivi nei primi tre quarti, inclusi due touchdown nelle prime due azioni offensive. Il loro running back Larry Csonka divenne il primo nel suo ruolo ad essere nominato MVP della partita: le sue 33 corse per 145 yard furono entrambi nuovi record dell'evento.

## Formazioni titolari
Fonte:
     Membro della Pro Football Hall of Fame
| Miami           | Ruolo | Minnesota         |
| --------------- | ----- | ----------------- |
| Attacco         |       |                   |
| Paul Warfield ‡ | WR    | John Gilliam      |
| Wayne Moore     | LT    | Grady Alderman    |
| Bob Kuechenberg | LG    | Ed White          |
| Jim Langer      | C     | Mick Tingelhoff ‡ |
| Larry Little    | RG    | Frank Gallagher   |
| Norm Evans      | RT    | Ron Yary ‡        |
| Jim Mandich     | TE    | Stu Voigt         |
| Marlin Briscoe  | WR    | Carroll Dale      |
| Bob Griese      | QB    | Fran Tarkenton ‡  |
| Larry Csonka    | FB    | Oscar Reed        |
| Mercury Morris  | RB    | Chuck Foreman     |
| Difesa          |       |                   |
| Vern Den Herder | LE    | Carl Eller ‡      |
| Manny Fernandez | LDT   | Gary Larsen       |
| Bob Heinz       | RDT   | Alan Page ‡       |
| Bill Stanfill   | RE    | Jim Marshall      |
| Doug Swift      | LOLB  | Roy Winston       |
| Nick Buoniconti | MLB   | Jeff Siemon       |
| Mike Kolen      | ROLB  | Wally Hilgenberg  |
| Lloyd Mumphord  | LCB   | Nate Wright       |
| Curtis Johnson  | RCB   | Bobby Bryant      |
| Dick Anderson   | LS    | Jeff Wright       |
| Jake Scott      | RS    | Paul Krause       |

## Punti realizzati
- 1° quarto:

touchdown di Larry Csonka su corsa da 5 yard (extra-point convertito) - 7-0
touchdown di Jim Kiick su corsa di una yard (extra-point convertito) - 14-0
- 2° quarto:

field goal da 28 yard di Garo Yepremian 17-0
- 3° quarto:

touchdown di Larry Csonka su corsa di 2 yard (extra-point convertito) - 24-0
- 4° quarto:

touchdown di Fran Tarkenton su corsa di 4 yard (extra-point convertito) - 24-7